# Gregorio Petit
Gregorio Jesus Petit (né le 10 décembre 1984 à Ocumare del Tuy, Miranda, Venezuela) est un joueur de champ intérieur de la Ligue majeure de baseball.

## Carrière
Gregorio Petit signe son premier contrat professionnel en 2001 avec les Athletics d'Oakland. Il joue son premier match dans le baseball majeur avec eux le 18 mai 2008. En 25 matchs joués pour Oakland au cours de saisons 2008 et 2009, Petit réussit 15 coups sûrs pour une moyenne au bâton de ,278. Il est échangé aux Rangers du Texas contre le lanceur de relève droitier Edwar Ramírez le 24 mars 2010. Il joue la saison 2010 en ligues mineures avec un club-école des Rangers, est hors du baseball professionnel en 2011, puis joue dans les mineures avec des clubs affiliés aux Indians de Cleveland en 2012 et aux Padres de San Diego en 2013.
Il rejoint en 2014 les Astros de Houston et effectue avec cette équipe un retour dans les majeures le 25 juillet cette année-là. Le 1er août 2014, Petit frappe contre le lanceur Aaron Loup des Blue Jays de Toronto son premier circuit dans le baseball majeur, un coup d'un point qui donne les devants 2-1 aux Astros, qui l'emportent finalement 3-1 sur les Blue Jays de Toronto. Il maintient une moyenne au bâton de ,278 en 37 matchs des Astros, réussit deux circuits et produit 9 points.
Les Astros vendent son contrat aux Yankees de New York le 1er avril 2015. Petit apparaît dans 20 matchs des Yankees en 2015.
Il signe un contrat des ligues mineures avec les Angels de Los Angeles le 22 décembre 2015.